# 一舞傾城
《一舞傾城》（英語：Night Beauties），是香港電視廣播有限公司拍攝製作的時裝勵志恩仇電視劇，由陳法蓉、姚子羚、楊明及蔡潔領銜主演，並由唐文龍、陳星妤、文凱玲、鄺潔楹、莊鍶敏、傅嘉莉、莊思明、趙碩之、關楚耀、高鈞賢、鄭恕峰、李嘉及何浩文聯合演出，製作人王晶，監製鍾少雄。
此劇是2022年香港國際影視展推介劇集之一及TVB傳承·狂歡55節目博覽2023八部劇集之一。
此劇為TVB旗下77工作室第二部推出的劇集。
台灣OTT由KKTV、MyVideo、LiTV 線上影視2023年5月15日起同步更新上架。
北美TVB官方串流平台由TVBAnywhere North America 2023年5月15日起同步更新。

## 故事大綱
該劇以1980年代及1990年代的香港作為時空設定，並以位於九龍尖沙咀東科學館道的「萬國城夜總會」作為主要虛構場景。
由於當時的香港經濟起飛，股市大漲，聲色犬馬，男男女女，營營役役，拼命賺錢，一眾夜場採用大企業式管理，「見不得人」的所在變身「高級交際場所」，所以，就有了號稱「東南亞第一」的「萬國城夜總會」出現。
它不止經營夜總會，更有時鐘酒店、日式餐廳、美髮沙龍、時裝公司一條龍服務，挑選陪酒小姐嚴格，人人錄取後都會加以華麗包裝，必須令「萬國城」場中鶯聲燕語，豐乳肥臀，成為一個恍似酒池肉林的享樂窩。
古惑仔志飛（楊明飾），周旋於兩位女主Monica（蔡潔飾）和Michelle（姚子羚飾）之间。臥底身份的見習媽媽生，同時穿插多名舞女的故事，論盡舞廳眾生相。

## 演員

### 萬國城夜總會
- 於第22集（1997年）倒閉

#### 萬國城38組
| 演員   | 角色   | 暱稱／關係 |
| 陳法蓉 | 沙靜霞 | Charlotte、沙律、沙律姐、沙律媽、青龍嫂 媽媽生 李青龍之妻 巢輝之下屬 石慧琼之上司，一直懷疑石身份是警察，直至第20集獲確認 文雅倫、江潔兒、余巧巧、劉世珍之上司 程珮如之競爭對手 在丈夫入獄後為謀生而當上媽媽生 於第22集因殺死屠伯全而入獄 |
| 姚子羚 | 石慧琼 | Michelle 臥底／助理媽媽生 沙靜霞之下屬，被沙懷疑身份是警察 被譽為最美「媽媽生」 卓志飛之好友，並暗戀其，但最後放弃 於第3集登場，於第4集到夜總會應徵並成功獲聘 於第7集成為沙靜霞及余巧巧之租客，以接近前者 在夜總會內佯稱自己原為「龍虎武師」及替身演員 於第19集辭職並重返警隊 於第20集向「38組」內眾人揭露其警察身份，亦向文雅倫表示自己即使曾對卓志飛動心，但亦不可能發展 |
| 蔡 潔  | 文雅倫 | Monica、Mon 皇牌小姐，於第22集辭職 沙靜霞之下屬 胡志文之女友，於第10集分手 被卓志飛暗戀，後為其女友，於第22集成為其妻 為了替男友籌錢打官司而當上舞小姐 於第19集为了替卓志飞挡刀而被砍伤，後康复 於第20集遭廖英手下迷晕及抓走，於第21集被卓志飞所救 |
| 陳星妤 | 江潔兒 | KK 舞小姐、原為中學生及兼職啤酒銷售員，其後轉向電影界發展 沙靜霞之下屬 何淑儀之女 羅繼昌之繼女，與其不和，經常被其非禮 有同母異父弟妹 劉世珍之中學同學 王俊駒之小學同學及事業拍檔，並喜歡之，後有感情線，於第22集被其求婚成功 曾被許家華追求，後為其情婦，後分手 為幫補家計及經劉世珍引薦後，於第2集被沙靜霞羅致為舞小姐，並獲其收留及協助租房以擺脱羅繼昌之騒擾 被譽為「萬國城最後一個處女」，亦因而被夜總會管理層視為賣點以作宣傳 於第1集被沙靜霞提醒應保持貞操，並獲其承諾每月接受婦科檢查 在第3集被沙靜霞提述，指其首日上班已打破夜總會內的營業額紀錄，個人單日分帳收入已超越10萬港元，亦帶動夜總會內其他舞小姐的預約有所增加 於第14集與許家華結伴同遊法國，並於酒店內與其發生性關係而「破處」 於第15集被張敏華掌摑，其後被迫與許家華分手並獲得港幣五百萬元補償 於第16集辭職，改當藝人並資助王俊駒的電影拍攝工作 於第20集加入許家華公司工作 於第21集因被張敏華在許家華面前奚落而辭職 |
| 文凱玲 | 余巧巧 | Money 舞小姐，於第22集辭職／賭徒 沙靜霞之下屬 曾紅透半邊天 與姚素波不和 於第15集被輸至一無所有的李子聰拋棄而身陷險境，幸得石慧琼聯絡澳門司警而得救，並向其母承諾在賭界金盤洗手 於第19集跳槽至金滿門 於第20集因被姚素波掌摑及遭程珮如冷待，而回到萬國城 於第22集轉型當魚蛋小販 |
| 鄺潔楹 | 劉世珍 | Cecelia、細細粒 原為兼職舞小姐，於第8集轉為全職，於第22集辭職 沙靜霞之下屬 江潔兒之中學同學 被譽為「百變小狐狸」 自稱到英國留學，實為到萬國城當舞小姐 於第7集因誤信賽馬貼士而欠下賭債，為還清欠款而於第8集受到魯中源性虐待 於第22集接手沙靜霞當媽媽生，半年後由文雅倫及石慧琼提及已辭職，並前往外國進修 |

#### 萬國城29组
- 於第19集跳槽至金滿門夜總會

| 演員   | 角色   | 暱稱／關係 |
| 莊鍶敏 | 程珮如 | 魚旦、魚旦媽 媽媽生 巢輝之下屬 毒販，與肥屍勾結 廖英之女友 沙靜霞之競爭對手 姚素波、陳嬌、馬玉媚之上司 於第6集利用三年前許家華及姚素波床上自拍片，企圖離間江潔兒與許家華，迫使江潔兒跟王主席上床，以賺取王主席佣金，但失敗 於第22集因販毒被石慧琼拘捕             |
| 傅嘉莉 | 姚素波 | Paula 皇牌小姐／癮君子 程珮如之下屬 與余巧巧不和 三年前曾跟許家華上床，並偷拍過程以勒索許家華 曾參加《香港小姐競選》及被視為「大熱門」參賽佳麗，惟最終落選 中學時期曾為程宏開的女朋友，但嫌棄其肥胖及家境欠佳而分手 於第20集掌摑余巧巧 於第22集因販毒被石慧琼拘捕 |
| 莊思明 | 陳 嬌  | 巴巴拉 程珮如之下屬 舞小姐 空手道黑段 |
| 趙碩之 | 馬玉媚 | 媚媚 程珮如之下屬 舞小姐 新移民單親媽媽，育有一兒子「朗朗」，並相依為命 |

#### 管理階層
| 演員   | 角色   | 暱稱／關係 |
| 黃栢文 | 巢 輝  | 輝哥 萬國城東主之一，於第22集（1997年）決定與其兄結束萬國城所有業務（由文雅倫及石慧琼提及） 沙靜霞、程珮如、何曼莉之上司 於第1集批評沙靜霞過於依賴文雅倫來招待賓客，容易因服務不周而招致賓客不滿 於第18集因金塘進行挖角而召集多名「媽媽生」商討薪酬待遇，惟因不滿程佩如以金塘所開出的條件來要脅自己，盛怒下出言侮辱眾人並掌摑何曼莉，沙靜霞因不齒其所為而帶頭發動罷工，會面亦不歡而散 於第19集被其兄長解僱 |
| 顏仟汶 | 何曼莉 | Many姐、曼莉媽 巢輝之下屬，於第19集退休 媽媽生 與沙靜霞關係友好 不時弄孫為樂，但被批評疏於夜總會工作，只因東主之兄長念舊而獲留任 於第18集被巢輝所掌摑 |

### 警察
| 演員   | 角色   | 暱稱／關係 |
| 趙永洪 | 趙子明 | 石慧琼之上司 毒品調查科高級督察 於第3集登場 於第14集親自混入萬國城當客人，與石慧琼會面 |
| 姚子羚 | 石慧琼 | Michelle 督察 原為警察學校導師，後被調往毒品調查科 趙子明之下屬 於第3集登场，同集被趙子明委派當卧底，混入萬國城當媽媽生，並於第7集成為沙靜霞之租客以接近其搜集情報 于第17集前往中國內地尋訪廖英及租下酒店房間並為其安排晚膳，其後以茅台酒將其灌醉再乘機以倒模取得「洪泰」之夾萬鎖匙，返回香港後再潛入「洪泰」會址企圖打開夾萬但幾乎被廖英發現，後被卓志飛所救 於第18集被卓志飛得悉其警方「卧底」身份 於第19集回归警隊 外號：「超班警花臥底」 參見萬國城38组 |

### 洪泰
- 于第22集瓦解

| 演員   | 角色   | 暱稱／關係 |
| 鄭恕峰 | 屠伯全 | 本劇終極大反派 屠伯 洪泰頭目 萬國城夜總會之客人 廖英之父，表面上不和，实为宠爱并利用其 首先在生死籌出老千害李青龍坐牢，及後指使麻鷹殺害幫自己洗黑錢的胡志文 表面上不允许在洪泰贩毒，但实际上为洪泰贩毒的幕后主脑 于第18集因被怀疑为社团贩毒而被赵子明拘捕 於第19集在「洪泰」會址內回想當年將罪責嫁禍予李青龍的情形，亦後悔末有將其置諸死地並因而禍及廖英，故聯絡「潮州貴」以策動復仇計劃 于第21集开枪杀死廖英 于第22集在沙静霞设局下骗去李青龙葬礼，并说出自己罪行，再企图杀死卓志飞，但最后被沙靜霞连开几枪击毙 |
| 李 嘉  | 廖 英  | 本劇第二大反派 麻鹰、鷹哥 原名屠英 洪泰當紮大佬 屠伯全之子，被其利用 萬國城夜總會之客人 程佩如之男友 於第10集向受屠伯全指使殺害胡志文，但被羅繼昌發現，於是追殺他 於第17集打傷羅繼昌及把他拋下山坡 於第18集被發現販毒（實為受屠伯全指示），違反洪泰祖訓，而被逐出洪泰 於第19集為逃避警方追緝及黑道仇殺而藏身於程佩如家中 于第21集企图强奸文雅伦未遂，跳樓逃走到達地面時被警察包圍及被石慧瓊拘捕，再越狱并枪杀李青龙，之後企圖逃亡時被屠伯全擊斃                                                                  |
| 唐文龍 | 李青龍 | 洪泰坐館 沙靜霞之夫 屠伯全之手下兼好兄弟，后为死敌 因販賣80公斤可卡因被判入獄20年 於第5集被指因抽中「死籤」而須承擔罪責入獄，实际上为屠伯全出千害自己入狱 於第17集出獄 于第21集在婚礼上为了救卓志飛而被廖英枪杀身亡 |
| 楊 明  | 卓志飛 | 洪泰金牌打手，於第22集從良教拳 萬國城夜總會之看場員，於第22集辭職 愛慕文雅倫，後為其男友，於第22集與其結婚 石慧琼之好友，並被其暗戀 |
| 王俊棠 | 羅繼昌 | 糯米雞 何淑儀之夫，經常虐打其 江潔兒之繼父，與其不和，經常非禮其 於第10集受余巧巧及劉世珍指使以跟蹤胡志文，在「洪泰」會址外目睹其倒地身亡而被廖英追殺 于第17集為電影擔任臨時演員期間被廖英發現，再被其打傷及抛下山坡，但被石慧琼救回 於第21集指證廖英殺害胡志文 |
| 張柏文 | 牛大力 | 卓志飛之手下 |
| 沈瞳伽 | 狗 仔  | 廖英之手下 |

### 其他演員
| 演員   | 角色     | 暱稱／關係 |
| 關楚耀 | 許家華   | Marco 富二代／花花公子 許氏電影發行公司之東主 萬國城夜總會之客人 張敏華之丈夫，有名無實，各自偷情，後離婚 追求江潔兒，後為其情夫，後分手，但仍對其念念不忘 于第2集登场 於第14集與江潔兒同遊法國巴黎，並在餐桌上表示打算與張敏華離婚，並在酒店房間內與其發生關係及得到其初夜 於第15集因著江潔兒而跟張敏華爭執，其後因得知其業務伙伴「大洋和集團」的李先生為其岳父結婚時的伴郎而被提攜，在商業關係驅使下而跟江潔兒分手，並給予江潔兒港幣五百萬元以作補償 於第20集注資王俊駒拍劇及聘請江潔兒加入其電影公司 於第21集被車撞死 |
| 高鈞賢 | 王俊駒   | 同學仔（沙靜霞專稱） 大學電影系學生，其後成為電影導演 萬國城夜總會之客人，惟以進行電影素材研究及尋訪江潔兒為主要目的 江潔兒之小學同學、事業拍檔及鍾情對象，與其有感情線，於第22集求婚成功 王主席之侄子，與其不和，於第11集反目 于第2集登场 於第16集接受江潔兒的資助，當導演拍攝電影 於第22集奪得電影「金宮獎」最佳導演 |
| 何浩文 | 胡志文   | Dave 會計師，替洪泰洗黑錢 文雅倫之男友，並利用其，於第10集分手並反目 于第3集登场 於第10集向屠伯全索取二百萬元賠償，但被屠伯全指使廖英割頸及手腕所殺 於第11集被發現棄屍海面 |
| 袁潔儀 | 何淑儀   | KK媽 前杜老誌會舞小姐 江潔兒之母 羅繼昌之妻，經常被其虐打 |
| 吳沚默 | 張敏華   | Karen 許家華之妻，有名無實，各自偷情，後離婚 於第8集登場 於第21集入股許家華新劇，在許家華面前奚落江潔兒而令其辭職 |
| 楊 能  | 吳秋水   | Richard 婦科醫生 |
| 梁 滿  | 肥 屍    | 東樂成員 屠伯全之死敵 與程珮如互相勾結 於第8集在萬國城夜總會販毒，引起洪泰不滿 於第9集不滿屠伯全攔阻其在萬國城夜總會販毒，企圖斬屠伯全報復，但被卓志飛斬傷，其後怕被警察追及而逃走 于第16集再度回来找卓志飞报仇，还刺伤卓志飞 |
| 蔡淇俊 | 程宏開   | 白生（姚素波專稱，意指白馬王子） 萬國城夜總會之客人 姚素波之前男友，惟被其嫌棄，其後減肥及進修而晉身金融界 表面上追求姚素波，並在夜總會內向其「求婚」及闢室幽會，成功後表露身份及羞辱，嘲諷她只是妓女以作報復，最終因其反應冷淡而感到不忿 於第12集登場 |
| 李道瑜 | 司徒志賢 | Stanley 大律師 萬國城夜總會之客人 鍾情文雅倫 替胡志文打官司 |
| 秦芷瑤 | 周小雲   | 雲姐 |
| 凌腓力 | 王主席   | 富商 萬國城夜總會之客人 鍾情江潔兒，要求包養其，但被其借月事來潮拒絕，因而反目 王俊駒之大伯，與其不和，於第11集反目 於第11集借江潔兒對王俊駒一家指桑罵槐 |
| 李梓樅 | 李子聰   | Benny 食軟飯/賭徒 經常花言巧言來討女人歡心，主要工作是陪伴有錢老女人（他稱其為老闆/大客）做各種事以獲取其金錢利益。 余巧巧的舊情人，一度分手，後復合，最後再度分手。 利用余巧巧的感情，實際上只當她為自己的幸運女郎，在輸至一無所有時置余巧巧於險境 |
| 莫家淦 | Chris    | 髮型師 |
| 陳壹棣 | 肥 東    | （第2集） |
| 林敬剛 | 金 塘    | 金主席 萬國城夜總會之客人 于第9集登场 於第18集向巢輝兄弟提出收購萬國城夜總會，但被巢輝之兄長出言拒絕，其後宣佈自行開設新夜總會並進行挖角 於第19集成立金滿門夜總會 |

## 劇中插播歌曲
由於該劇以夜總會作為主要場景，故劇組在故事中穿插多首香港流行歌曲，並作為夜總會內的背景音樂播出：
| 歌曲                 | 作曲                                                    | 作詞           | 歌手           | 首播集數  |
| 紅唇的吻*            | 葛口雅行                                                | 蔡一智         | 草蜢           | 第1集     |
| 跳舞街*              | Angelina Kyte、Tony Baker                               | 林敏驄         | 陳慧嫻         | 第1集     |
| 我是憤怒             | 黃家駒                                                  | 黃貫中         | Beyond         | 第1集     |
| 漫步人生路           | 中島美雪                                                | 鄭國江         | 鄧麗君         | 第2集     |
| 拒絕再玩             | 玉置浩二                                                | 林振強         | 張國榮         | 第2集     |
| 傻女                 | M.T. Diego、M.L. Diego                                  | 林振強         | 陳慧嫻         | 第2集     |
| 花花公子*            | 玉置浩二                                                | 林振強         | 張學友         | 第2集     |
| 留住這一刻           | E.Mergency、M.Scheide                                   | 潘源良         | 劉小慧         | 第3集     |
| 愛情陷阱             | 芹澤廣明                                                | 潘源良         | 譚詠麟         | 第4集     |
| 餓狼傳說*            | 劉諾生                                                  | 潘源良         | 張學友         | 第4集     |
| 失戀                 | Cha Tri Kongsuwan                                       | 潘源良         | 草蜢           | 第4集     |
| 這是愛               | 林敏怡                                                  | 林敏驄         | 泰迪羅賓       | 第5集     |
| 自作多情             | 勝俁乃一                                                | 陳少琪         | 周慧敏         | 第6集     |
| Electric Girl*       | 陣內大藏                                                | 周禮茂         | 張立基         | 第6集     |
| 明愛暗戀補習社*      | 伍樂城                                                  | 黃偉文         | Twins          | 第6集     |
| 戀愛大過天*          | 伍樂城                                                  | 林夕           | Twins          | 第6集     |
| 細水長流             | Manuel Alejiandro、Marian Beigbeder                     | 林振強         | 蔡齡齡         | 第7集     |
| 紅日                 | 立川俊之                                                | 李克勤         | 李克勤         | 第7集     |
| 冷雨夜               | 黃家駒                                                  | 黃家強         | Beyond         | 第7集     |
| 傷感的戀人           | 黃凱芹                                                  | 黃凱芹         | 黃凱芹         | 第7集     |
| 難得有情人           | 盧東尼                                                  | 向雪懷         | 關淑怡         | 第7集     |
| 情未了               | 黃凱芹                                                  | 黃凱芹         | 周慧敏、黃凱芹 | 第7、21集 |
| 流離所愛             | 盧東尼                                                  | 向雪懷         | 黃凱芹、余劍明 | 第8集     |
| 孤單背影             | 陳秀男、陳大力、蔣東良                                  | 簡寧           | 陳慧嫻         | 第8集     |
| 冷雨夜               | 黃家駒                                                  | 黃家強         | Beyond         | 第8集     |
| 若生命等候           | 童安格                                                  | 向雪懷         | 黃凱芹         | 第8集     |
| 自欺欺人             | 伍樂城                                                  | 梁芷珊         | 趙學而         | 第8集     |
| 我是憤怒*            | 黃家駒                                                  | 黃貫中         | Beyond         | 第9集     |
| 细水长流             | 蔡議樟                                                  | 蔡議樟         | 趙學而         | 第9集     |
| 我恨我是女人*        | 譚展輝                                                  | 張美賢         | 趙學而         | 第10集    |
| 執迷不悔*            | 袁惟仁                                                  | 陳少琪         | 王菲           | 第11集    |
| 逃避你               | 伍樂城                                                  | 李敏           | 容祖兒         | 第11集    |
| 愛過痛過亦願等*      | D. Robinson 、 L. Worley                                | 張美賢         | 彭羚           | 第12集    |
| 孤單的心痛*          | Ron Miller、Ken Hirsch                                  | 簡寧           | 周慧敏         | 第12集    |
| 夢中人*              | Dolores O'riordan、Noel Hogan                           | 周禮茂         | 王菲           | 第12集    |
| 兩種人 Love Follows* | 伍樂城                                                  | 林夕           | 何嘉莉         | 第13集    |
| 其實你心裡有沒有我*  | 譚健常                                                  | 張美賢         | 鄭秀文、許志安 | 第13集    |
| 如果這是情*          | 玉置浩二                                                | 向雪懷         | 黎明           | 第14集    |
| 情深緣淺*            | 黃凱芹                                                  | 林夕           | 黃凱芹         | 第14集    |
| 愛是永恆*            | 李炳文                                                  | 林振強         | 張學友         | 第15集    |
| 尋開心*              | 周初晨                                                  | 林夕           | 趙學而         | 第15集    |
| 暗里着迷             | 徐嘉良                                                  | 林振強         | 刘德华         | 第16集    |
| 癡情意外             | 玉置浩二                                                | 潘源良、時葆茵 | 陳慧嫻         | 第16集    |
| 天荒愛未老           | M Masser、J Goffin                                      | 黃真           | 周慧敏         | 第16集    |
| 小玩意               | 葉良俊                                                  | 黃偉文         | 彭羚           | 第16集    |
| 無悔這一生           | 黃家駒                                                  | 盧國宏         | Beyond         | 第17集    |
| 人生何處不相逢       | 羅大佑                                                  | 簡寧           | 陳慧嫻         | 第18集    |
| 你的名字 我的姓氏    | 李偲菘                                                  | 林夕           | 張學友         | 第21集    |
| 這是愛               | 林敏怡                                                  | 林敏驄         | 泰迪羅賓       | 第21集    |
| 戀一世的愛           | Gregorian、Schwarz、Meissner、Unwin、Espelleta-Peterson | 周禮茂         | 關淑怡         | 第22集    |
| 每天愛你多一些*      | 桑田佳祐                                                | 林振強         | 張學友         | 第22集    |
| 留住這時光           | 劉諾生                                                  | 向雪懷         | 張學友         | 第22集    |
| 世界會變得很美       | 安藤秀樹                                                | 向雪懷         | 草蜢           | 第22集    |

- 附有「*」號者代表有關歌曲在該集播映時附有螢幕蓋字或中文字幕

## 記事
- 2022年5月14日：此劇開拍。
- 2022年7月11日：此劇煞科。
- 2023年5月10日：劇組於上環德輔道中323號西港城二樓會所1號•大舞臺舉行「熱烈歡迎 王牌登場」宣傳活動。[8]
- 2023年5月20日：劇組於油塘高超道38號油塘大本型商場地下中庭舉行「美女兵團」宣傳活動。[9]
- 2023年5月30日：劇組於尖沙咀河內道18號K11購物藝術館Sky樓會所一號K11空中花園舉行「舞動情迷」宣傳活動。[10]
- 2023年6月6日：劇組於深水埗欽州街37K號西九龍中心一樓大堂舉行「談情說愛」宣傳活動。[11]
- 2023年6月13日：劇組於銅鑼灣駱克道447-449號中威商業大廈2-3樓財記辣蟹私房菜舉行「演員同賞大結局」宣傳活動。

## 軼事
- 此劇「馬玉媚」一角原定由鄧伊婷飾演，因所提交的核酸報告未符合中國內地的要求，所以被判定為確診人士，需進行隔離，後改由趙碩之飾演 [12]
- 此劇的LOGO設計，無論繁體字版和簡體字版，「城」字同樣少了一撇（丿），屬錯别字。
- 女藝員兼2016年度香港小姐競選冠軍得主馮盈盈曾接受明報周刊訪問，表示自己曾因家人不放心她北上數個月，加上對角色沒有十足信心，故以「私人理由推卻一部要在大陸拍攝的「重頭劇」，但辭演後卻感到後悔，認為錯失機會，因而出現情緒問題，以至於2022年間曾一度出現被電視台「雪藏」的傳聞。有網民推測馮盈盈在訪問中所指的辭演角色極可能是《一舞傾城》中的由蔡潔飾演的「文雅倫」，惟亦有相反意見認為由於《一舞傾城》的首播正值《2023年度香港小姐競選》的招募期，而「文雅倫」的角色際遇在第一集時已險被強姦，恐怕會嚴重影響港姐優雅形象，而慶幸她辭演。[13][14]
- 此劇總集數為22集，將第21-22集安排於6月12-13日（星期一及星期二）播放，而非週末播放，此做法於翡翠台的節目安排中較為罕見。

## 收視

### 每周收視列表
| 集數   | 日期                   | 收視率 | 備註 |
| 01－05 | 2023年5月15日－5月19日 | 19.7點 |      |
| 06－10 | 2023年5月22日－5月26日 | 19.1點 |      |
| 11－15 | 2023年5月29日－6月2日  | 20.4點 |      |
| 16－20 | 2023年6月5日－6月9日   | 20.7點 |      |
| 21－22 | 2023年6月12日－6月13日 | 21.7點 |      |
| 全劇   | 全劇                   | 21.7點 |      |

## 獎項
| 年份 | 頒獎典禮             | 獎項                    | 入圍者       | 結果 |
| ---- | -------------------- | ----------------------- | ------------ | ---- |
| 2024 | 萬千星輝頒獎典禮2023 | 最佳劇集                | 《一舞傾城》 | 提名 |
| 2024 | 萬千星輝頒獎典禮2023 | 最佳男主角              | 楊明         | 提名 |
| 2024 | 萬千星輝頒獎典禮2023 | 最佳女主角              | 陳法蓉       | 提名 |
| 2024 | 萬千星輝頒獎典禮2023 | 最佳女主角              | 姚子羚       | 提名 |
| 2024 | 萬千星輝頒獎典禮2023 | 最佳男配角              | 唐文龍       | 提名 |
| 2024 | 萬千星輝頒獎典禮2023 | 最佳男配角              | 關楚耀       | 提名 |
| 2024 | 萬千星輝頒獎典禮2023 | 最佳女配角              | 陳星妤       | 提名 |
| 2024 | 萬千星輝頒獎典禮2023 | 最佳女配角              | 文凱玲       | 提名 |
| 2024 | 萬千星輝頒獎典禮2023 | 最佳女配角              | 莊思敏       | 提名 |
| 2024 | 萬千星輝頒獎典禮2023 | 飛躍進步女藝員          | 陳星妤       | 提名 |
| 2024 | 萬千星輝頒獎典禮2023 | 飛躍進步女藝員          | 傅嘉莉       | 提名 |
| 2024 | 萬千星輝頒獎典禮2023 | 飛躍進步女藝員          | 吳沚默       | 提名 |
| 2024 | 萬千星輝頒獎典禮2023 | 大灣區最喜愛TVB劇集     | 《一舞傾城》 | 提名 |
| 2024 | 萬千星輝頒獎典禮2023 | 大灣區最喜愛TVB女主角   | 陳法蓉       | 提名 |
| 2024 | 萬千星輝頒獎典禮2023 | 大灣區最喜愛TVB女主角   | 姚子羚       | 提名 |
| 2024 | 萬千星輝頒獎典禮2023 | 馬來西亞最喜愛TVB劇集   | 《一舞傾城》 | 提名 |
| 2024 | 萬千星輝頒獎典禮2023 | 馬來西亞最喜愛TVB女主角 | 姚子羚       | 提名 |

## 外部連結
- 《一舞傾城》 北美官方TVB網上串流平台 免費點播！ （页面存档备份，存于）
- 豆瓣电影上《一舞傾城》的資料 （简体中文）
- 互联网电影数据库（IMDb）上《一舞傾城》的资料（英文）
- 《一舞傾城》走進紙醉金迷的黃金時代 - TVB Weekly （页面存档备份，存于）

## 电视節目的變遷
| 香港 無綫電視翡翠台 星期一至五 21:30 -22:30 | 香港 無綫電視翡翠台 星期一至五 21:30 -22:30 | 香港 無綫電視翡翠台 星期一至五 21:30 -22:30 |
| ------------------------------------------- | ------------------------------------------- | ------------------------------------------- |
|                                             | 一舞傾城 （2023年5月15日－2023年6月13日）   |                                             |
| 法言人 （2023年4月10日－2023年5月12日）     | 天龍八部 （2023年6月14日－2023年7月28日）   |                                             |

| 马来西亚 Astro AOD 星期一至五 21:30－22:30 | 马来西亚 Astro AOD 星期一至五 21:30－22:30     | 马来西亚 Astro AOD 星期一至五 21:30－22:30 |
| ------------------------------------------ | ---------------------------------------------- | ------------------------------------------ |
|                                            | 一舞傾城 （2023年5月15日－2023年6月13日）      |                                            |
| 法言人 （2023年4月10日－2023年5月12日）    | 在你的冬夜閃耀 (2023年6月14日－2023年7月15日） |                                            |

| 马来西亚、 新加坡 翡翠台 星期一至五 21:30－22:30 | 马来西亚、 新加坡 翡翠台 星期一至五 21:30－22:30 | 马来西亚、 新加坡 翡翠台 星期一至五 21:30－22:30 |
| ------------------------------------------------ | ------------------------------------------------ | ------------------------------------------------ |
|                                                  | 一舞傾城 （2023年5月15日－2023年6月13日）        |                                                  |
| 法言人 （2023年4月10日－2023年5月12日）          | 在你的冬夜閃耀 (2023年6月14日－2023年7月15日）   |                                                  |

| 美国 TVB1 星期一至五 劇場 東岸時間 21:00－22:00      | 美国 TVB1 星期一至五 劇場 東岸時間 21:00－22:00 | 美国 TVB1 星期一至五 劇場 東岸時間 21:00－22:00 |
| ---------------------------------------------------- | ----------------------------------------------- | ----------------------------------------------- |
|                                                      | 一舞傾城 （2023年5月15日－2023年6月13日）       |                                                 |
| 法言人 （2023年4月10日－2023年5月12日）              | 在你的冬夜閃耀 (2023年6月14日－2023年7月17日）  |                                                 |
| 美国 TVBSF 星期一至五 黃金劇場 西岸時間 22:00－23:00 |                                                 |                                                 |
| 法言人 （2023年4月10日－2023年5月12日）              | 一舞傾城 （2023年5月15日－2023年6月13日）       | 在你的冬夜閃耀 (2023年6月14日－2023年7月17日）  |

| 加拿大 新時代電視2高清台 西岸時間／溫哥華 星期一至五 17:20－18:10 | 加拿大 新時代電視2高清台 西岸時間／溫哥華 星期一至五 17:20－18:10 | 加拿大 新時代電視2高清台 西岸時間／溫哥華 星期一至五 17:20－18:10 |
| ----------------------------------------------------------------- | ----------------------------------------------------------------- | ----------------------------------------------------------------- |
|                                                                   | 一舞傾城 （2023年5月15日－2023年6月13日）                         |                                                                   |
| 法言人 （2023年4月10日－2023年5月12日）                           | 在你的冬夜閃耀 (2023年6月14日－2023年7月15日）                    |                                                                   |
| 東岸時間／多倫多 星期一至五 20:20－21:10                          |                                                                   |                                                                   |
| 法言人 （2023年4月10日－2023年5月12日）                           | 一舞傾城 （2023年5月15日－2023年6月13日）                         | 在你的冬夜閃耀 (2023年6月14日－2023年7月15日）                    |

| 翡翠台香港時區 星期一至五 21:30－22:30  | 翡翠台香港時區 星期一至五 21:30－22:30    | 翡翠台香港時區 星期一至五 21:30－22:30 |
| --------------------------------------- | ----------------------------------------- | -------------------------------------- |
|                                         | 一舞傾城 （2023年5月15日－2023年6月13日） |                                        |
| 法言人 （2023年4月10日－2023年5月12日） | 潮流教主 （2023年6月14日－2023年7月11日） |                                        |

| 翡翠台 星期二至六 21:30－22:30          | 翡翠台 星期二至六 21:30－22:30                 | 翡翠台 星期二至六 21:30－22:30 |
| --------------------------------------- | ---------------------------------------------- | ------------------------------ |
|                                         | 一舞傾城 （2023年5月16日－2023年6月14日）      |                                |
| 法言人 （2023年4月11日－2023年5月13日） | 在你的冬夜閃耀 (2023年6月15日－2023年7月16日） |                                |

| 新加坡 HUB娛家戲劇台 星期一至五 劇集首映 20:00－21:00 | 新加坡 HUB娛家戲劇台 星期一至五 劇集首映 20:00－21:00 | 新加坡 HUB娛家戲劇台 星期一至五 劇集首映 20:00－21:00 |
| ----------------------------------------------------- | ----------------------------------------------------- | ----------------------------------------------------- |
|                                                       | 一舞傾城 （2023年9月7日－2023年10月6日)               |                                                       |
| 法言人 （2023年8月3日－2023年9月6日）                 | 在你的冬夜閃耀 (2023年10月9日－2023年11月9日）        |                                                       |

| 马来西亚 八度空间 TVB之最 星期一至五 19:00-19:58 | 马来西亚 八度空间 TVB之最 星期一至五 19:00-19:58 | 马来西亚 八度空间 TVB之最 星期一至五 19:00-19:58 |
| ------------------------------------------------ | ------------------------------------------------ | ------------------------------------------------ |
|                                                  | 一舞倾城 （2024年5月8日－2024年6月6日）          |                                                  |
| 法言人 （2024年4月3日－2024年5月7日）            | 隐门 （2024年6月7日－2024年7月11日）             |                                                  |

| 翡翠台香港時區 星期一至五 21:30－22:30    | 翡翠台香港時區 星期一至五 21:30－22:30    | 翡翠台香港時區 星期一至五 21:30－22:30 |
| ----------------------------------------- | ----------------------------------------- | -------------------------------------- |
|                                           | 一舞傾城 （2025年3月11日－2025年4月10日） |                                        |
| 把關者們 （2025年1月31日－2025年3月10日） | 白色強人 （2025年4月11日－2025年5月15日） |                                        |